# Sosna alepska
Sosna alepska (Pinus halepensis Mill.) – gatunek drzewa iglastego z rodziny sosnowatych (Pinaceae). Sosna alepska występuje w stanie dzikim w rejonie wybrzeża Morza Śródziemnego. W Polsce nie występuje, ze względu na brak odporności na niskie temperatury.

## Rozmieszczenie geograficzne
Naturalny zasięg sosny alepskiej obejmuje obszar basenu Morza Śródziemnego, choć częściej jest spotykana z jego zachodniej części. Rośnie na terenie państw: Maroko, Algieria, Tunezja, Libia, Izrael, Jordania, Syria, Liban, Turcja, Grecja, Albania, Czarnogóra, Bośnia i Hercegowina, Chorwacja, Włochy, Malta, Francja i Hiszpania. Bywa podawana także z Ukrainy (Półwysep Krymski). Naturalizowana w Australii, Nowej Zelandii oraz w południowej Afryce, gdzie jest uprawiana m.in. na drewno opałowe. Na suchych obszarach Afryki jest inwazyjna i rozprzestrzenia się na łąki i fynbos, szczególnie w Prowincji Przylądkowej Wschodniej i Zachodniej.

## Morfologia
PokrójŚredniej wielkości drzewo – dorasta do ponad 20 m wysokości. Korona dorosłych okazów jest nieregularnie piramidalna lub zaokrąglona (według niektórych źródeł stożkowa). Kora początkowo ma szarosrebrzystą barwę, lecz z czasem staje się brązowoczerwonawa i spękana. Gałęzie często są poskręcane. Młode pędy mają jasnoszarą barwę i są nagie. Pąki nie są lepkie.
LiścieIgły zebrane w pęczki po 2. Mają żywozieloną barwę, dużo jaśniejszą niż sosna czarna. Są wyprostowane, czasami lekko skręcone. Mierzą 6–13 cm długości oraz mniej niż 1 mm grubości. Brzegi delikatnie ząbkowane, z aparatami szparkowymi na wszystkich powierzchniach. Dość rzadko rozmieszczone wzdłuż gałązek. Pochewki trwałe, ale kruche.
SzyszkiSą błyszczące, osadzone na krzywych szypułkach długości do 11 mm. Szyszki męskie mają elipsoidalny kształt i brązowożółtawą barwę. Szyszki żeńskie mają kształt od podłużnego do stożkowatego i brązowoczerwonawą barwę. Mierzą 6–10 cm oraz 3–4 cm szerokości. Dojrzewają w ciągu 2–3 lat i pozostają na drzewie długo potem.
NasionaMają odwrotnie jajowaty kształt. Osiągają (5)6–7 mm długości. Wyposażone są w błoniaste skrzydło długości 2,5 cm.
Gatunki podobnePodobnym gatunkiem jest sosna kalabryjska (Pinus brutia), przez część botaników traktowana jako odmiana sosny alepskiej. Różni się od niej znacznie krótszą szypułką szyszki (2,5 mm), dłuższymi igłami i szyszkami skierowanymi mocno w stronę czubka gałęzi.

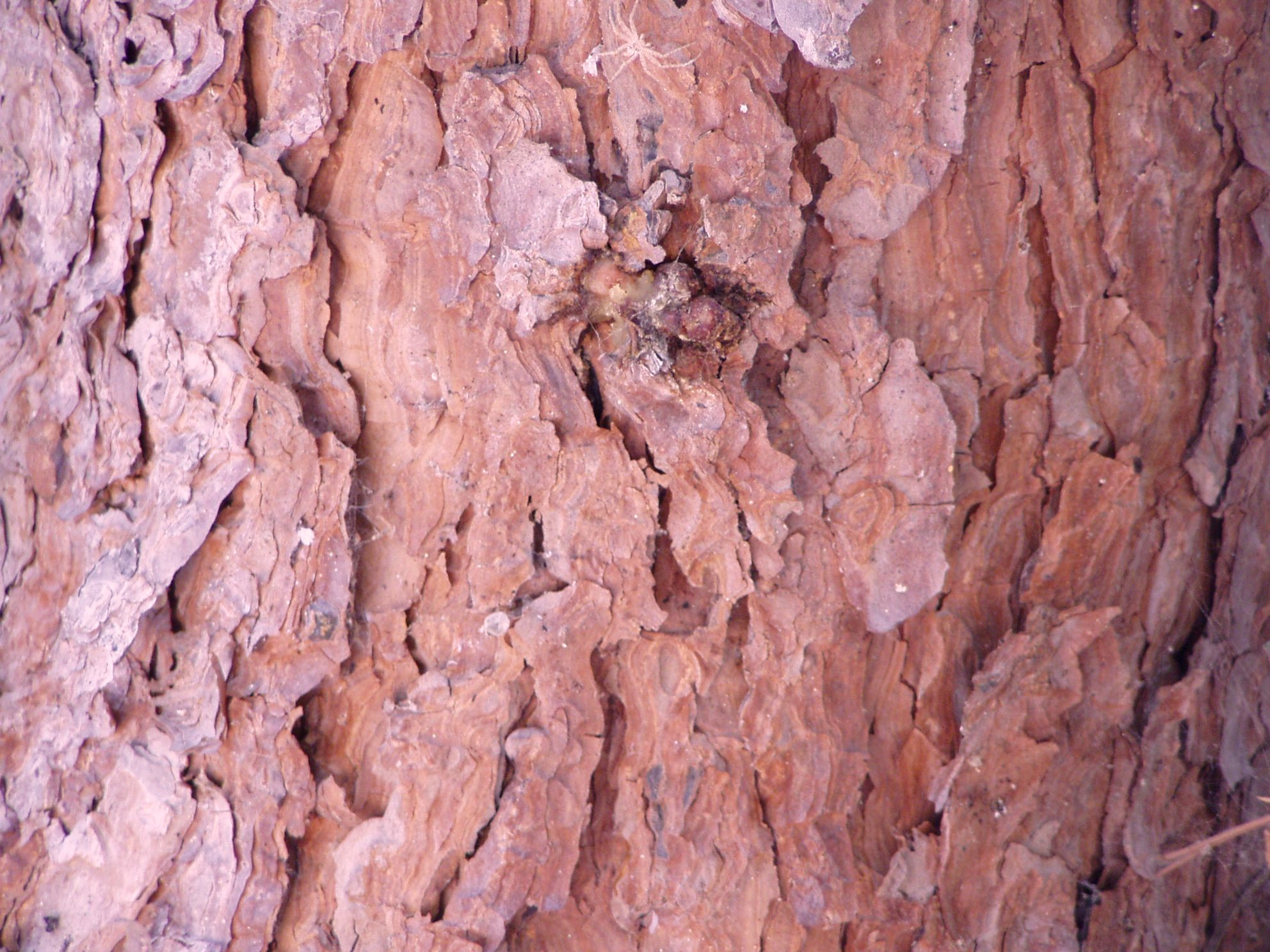
Kora
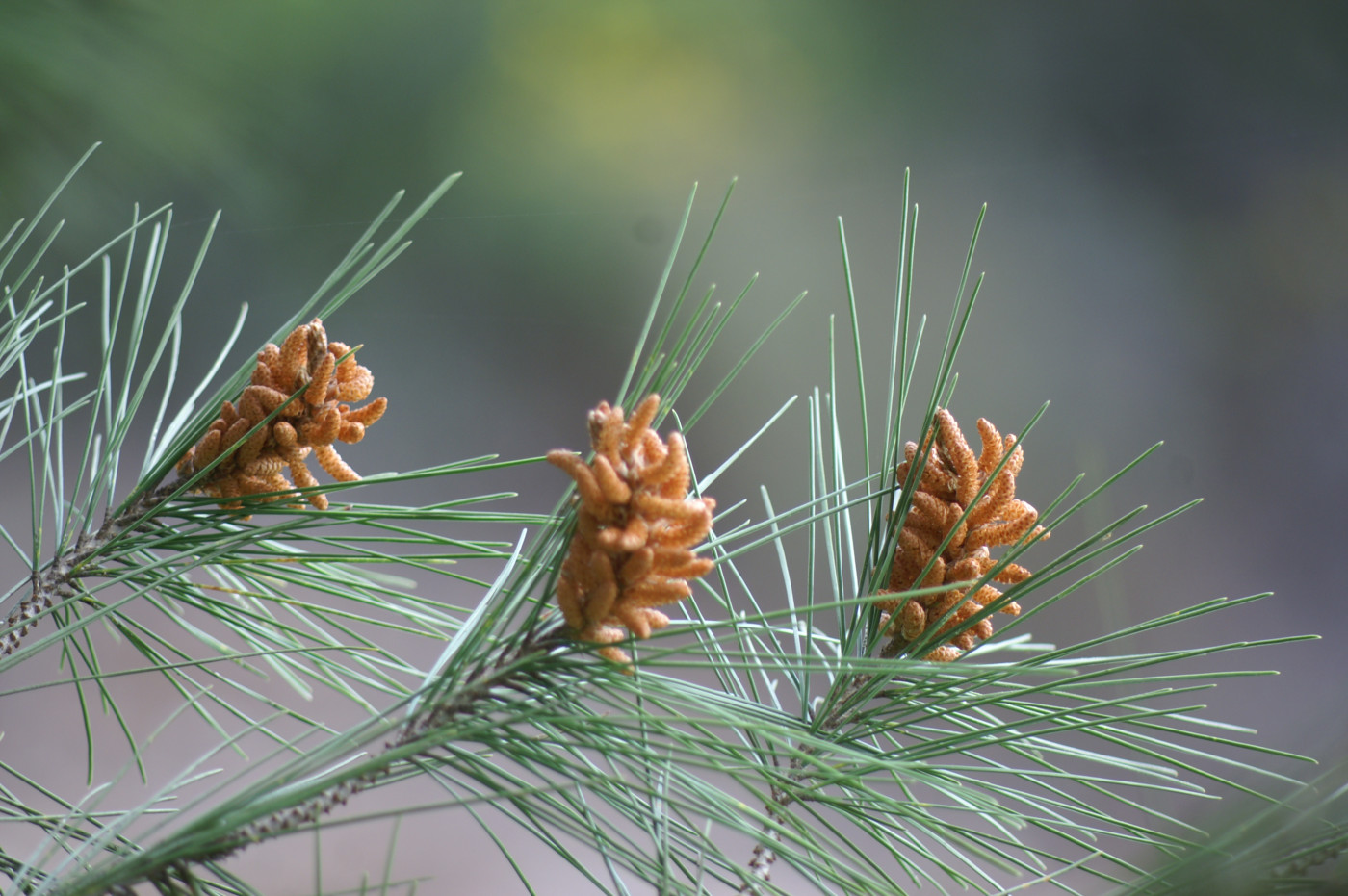
Kwiatostany męskie
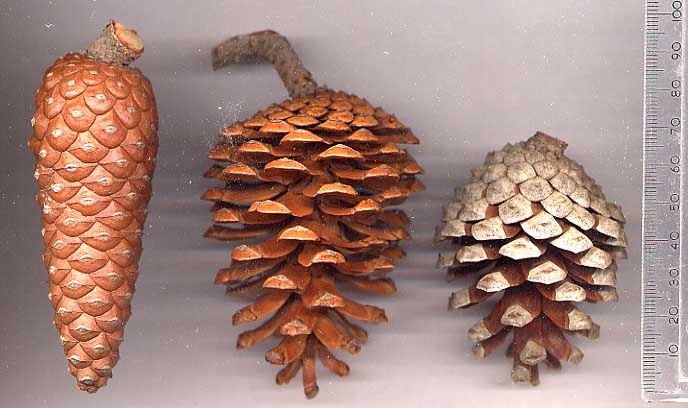
Szyszki nasienne

## Biologia i ekologia
Igły pozostają na drzewie do 3 lat. Gatunek jednopienny.
Szyszki zapylane są od marca do maja.
Sosna alepska preferuje gleby bogate w wapń. Rośnie na terenach nadmorskich, w strefie klimatu śródziemnomorskiego o łagodnych zimach i gorących, suchych latach. Porasta skaliste zbocza, często tuż nad morzem. Ma małe wymagania siedliskowe i jest niewrażliwa na suszę.

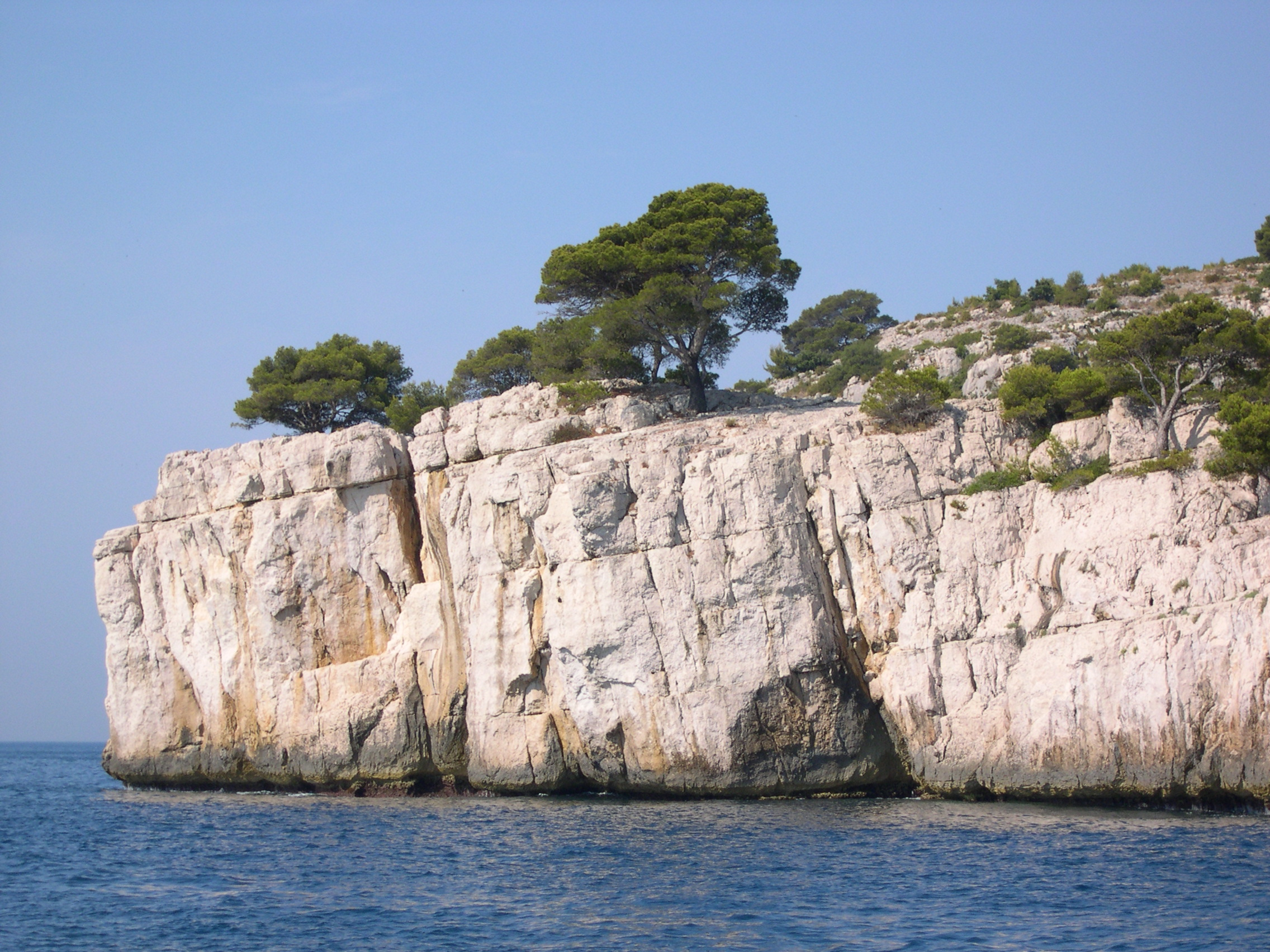
Sosny alepskie rosnące na wybrzeżu Morza Śródziemnego we Francji

Chętnie opanowuje opuszczone tereny rolnicze lub odłogi i spełnia tam rolę pionierskiego gatunku drzewiastego. Często w gęstych skupieniach rośnie jako krzew i dlatego gatunek ten, chętnie stosowany jest w nasadzeniach wiatrochronnych. 

## Systematyka
Synonimy: P. alepensis Poir. in Lamarck 1804, P. maritima Mill. 1768, P. sylvestris L. var. maritima Aiton 1789, P. maritima Aiton 1813 non Mill. 1768, P. penicillus Lepeyr. 1813, P. arabica Sieber ex Spreng. 1826, P. genuensis S.E. Cook 1834, P. halepensis Mill. var. genuensis (S.E. Cook) Antoine 1840, P. hispanica J. Cook 1834, P. halepensis Mill. var. minor Antoine 1840, P. carica D. Don in Fellows 1841, P. halepensis Mill. var. carica (D. Don) Carr. 1855, P. abasica Carr. 1855, P. halepensis Mill. var. abasica (Carr.) Carr. 1867, P. loiseleuriana Carr. 1855, P. pseudohalepensis Denhardt ex Carr. 1855, P. parolinii Vis. 1856, P. × saportae Rouy 1913, P. ceciliae Llorens et L. Llorens 1984, P. halepensis Mill. var. ceciliae (Llorens et L. Llorens) Rosello et al. 1992.
Pozycja gatunku w obrębie rodzaju Pinus:
- podrodzaj Pinus
  - sekcja Pinus
    - podsekcja Pinus
      - gatunek P. halepensis

## Zagrożenia
Międzynarodowa organizacja IUCN umieściła ten gatunek w Czerwonej księdze gatunków zagrożonych, przyznając mu kategorię zagrożenia LR/lc (lower risk/least concern), uznając go za gatunek najmniejszej troski, o niskim ryzyku wymarcia. Po ponownej ocenie w 2011 r. klasyfikację tę utrzymano i opublikowano w roku 2013.

## Zastosowanie
Nasadzenia biotechniczneSosna alepska jest wykorzystywana do zalesiania eksponowanych stanowisk nadmorskich w celu ochrony terenów przybrzeżnych przed erozją.
Drzewo ozdobneChętnie sadzona w parkach i ogrodach na obszarach o suchym i gorącym klimacie, np. w południowej Kalifornii, gdzie bywa nazywana sosną autostradową, ponieważ jest powszechnie sadzona na węzłach autostradowych, ponieważ doskonale radzi sobie bez konieczności dodatkowego podlewania.
Przemysł spożywczyStanowi źródło wysokogatunkowej żywicy, średniej wielkości drzewo może wyprodukować 3–4 kilogramy żywicy rocznie, Grecy stosują ją jako składnik aromatyczny dodawany do wina retsina.
Surowiec drzewnyW twardzieli ciemnoczerwonawe, natomiast w bielu – żółtawe. Współcześnie uchodzi za mało wartościowe i prawie w ogóle nie jest wykorzystywane. W starożytności gatunek był ważnym źródłem drewna używanego przez Greków do celów konstrukcyjnych, zwłaszcza do budowy statków. W niektórych regionach basenu Morza Śródziemnego wykorzystywane jest na opał.

## Udział w kulturze
- Paul Cézanne miał sosnę alepską  w swoim ogrodzie w Aix-en-Provence. Była ona inspiracją i wzorem wykorzystywanym w jego obrazach. W 2005 roku jeszcze rosła w tym ogrodzie[14].
- Według znawców roślin biblijnych sosna alepska jest wymieniona w kilku cytatach Biblii[15].